# ذهن درستکار
ذهن درستکار (انگلیسی: The Righteous Mind: Why Good People are Divided by Politics and Religion) با نام کامل ذهن درستکار: چرا افراد خوب توسط سیاست و مذهب تقسیم می‌شوند؟ یک کتاب در ژانر روان‌شناسی اجتماعی است که توسط جاناتان هایت نوشته شده، در این کتاب نویسنده به اخلاق انسانی و نسبت آن به سیاست و دین می‌پردازد.